# Cierrey
Cierrey és un municipi francès situat al departament de l'Eure i a la regió de Normandia. L'any 2007 tenia 694 habitants.

## Demografia

### Població
El 2007 la població de fet de Cierrey era de 694 persones. Hi havia 267 famílies, de les quals 46 eren unipersonals (13 homes vivint sols i 33 dones vivint soles), 96 parelles sense fills, 117 parelles amb fills i 8 famílies monoparentals amb fills.
La població ha evolucionat segons el següent gràfic:
Habitants censats

### Habitatges
El 2007 hi havia 289 habitatges, 265 eren l'habitatge principal de la família, 11 eren segones residències i 12 estaven desocupats. 286 eren cases i 2 eren apartaments. Dels 265 habitatges principals, 252 estaven ocupats pels seus propietaris, 10 estaven llogats i ocupats pels llogaters i 2 estaven cedits a títol gratuït; 5 tenien dues cambres, 16 en tenien tres, 54 en tenien quatre i 190 en tenien cinc o més. 178 habitatges disposaven pel capbaix d'una plaça de pàrquing. A 81 habitatges hi havia un automòbil i a 178 n'hi havia dos o més.

### Piràmide de població
La piràmide de població per edats i sexe el 2009 era:
| Homes | Edats   | Dones |
| ----- | ------- | ----- |
| 0     | 95 o +  | 0     |
| 0     | 90 a 94 | 4     |
| 0     | 85 a 89 | 4     |
| 4     | 80 a 84 | 4     |
| 16    | 75 a 79 | 8     |
| 4     | 70 a 74 | 24    |
| 4     | 65 a 69 | 12    |
| 16    | 60 a 64 | 16    |
| 16    | 55 a 59 | 12    |
| 36    | 50 a 54 | 16    |
| 32    | 45 a 49 | 32    |
| 52    | 40 a 44 | 56    |
| 28    | 35 a 39 | 36    |
| 16    | 30 a 34 | 32    |
| 16    | 25 a 29 | 8     |
| 24    | 20 a 24 | 24    |
| 48    | 15 a 19 | 32    |
| 36    | 10 a 14 | 40    |
| 24    | 5 a 9   | 24    |
| 24    | 0 a 4   | 4     |

## Economia
El 2007 la població en edat de treballar era de 503 persones, 363 eren actives i 140 eren inactives. De les 363 persones actives 343 estaven ocupades (180 homes i 163 dones) i 19 estaven aturades (11 homes i 8 dones). De les 140 persones inactives 64 estaven jubilades, 47 estaven estudiant i 29 estaven classificades com a «altres inactius».

### Ingressos
El 2009 a Cierrey hi havia 250 unitats fiscals que integraven 713 persones, la mediana anual d'ingressos fiscals per persona era de 22.444 €.

### Activitats econòmiques
Dels 16 establiments que hi havia el 2007, 5 eren d'empreses de construcció, 1 d'una empresa de comerç i reparació d'automòbils, 3 d'empreses de transport, 1 d'una empresa d'hostatgeria i restauració, 4 d'empreses de serveis, 1 d'una entitat de l'administració pública i 1 d'una empresa classificada com a «altres activitats de serveis».
Dels 7 establiments de servei als particulars que hi havia el 2009, 1 era un taller de reparació d'automòbils i de material agrícola, 2 paletes, 2 lampisteries, 1 electricista i 1 restaurant.
L'any 2000 a Cierrey hi havia 5 explotacions agrícoles.

## Equipaments sanitaris i escolars
El 2009 hi havia una escola elemental integrada dins d'un grup escolar amb les comunes properes formant una escola dispersa.

## Poblacions més properes
El següent diagrama mostra les poblacions més properes.